# Penetrator
Penetrator er et skuespil fra 1991 af den skotske dramatiker Anthony Neilson.  

## Handlingen
Max er blevet droppet. Af både kæresten, arbejdsmarkedet og systemet. I stedet er vennen Alan flyttet ind. Sammen hænger de to tabere ud og nyder det søde liv med lidt for mange bajere, stoffer og dårligt tv. Lige indtil Max’ gamle ven Tadge en dag banker på døren. Tadge er soldat og netop kommet hjem fra krigen i Irak. Traumatiseret og paranoid er han nu på flugt fra en hemmelig efterretningstjeneste, som han påstår, har udsat ham for medicinske, seksuelle forsøg. Med Tadge inden for døren er katastrofer ikke længere noget Max og Alan kun hører om på tv.

## Baggrund
Tadge er britisk slang for det mandlige kønsorgan. I engelsksprogede opsætninger udenfor de britiske øer er karakteren Tadge ofte blevet omdøbt til enten Stiffy eller Woody.

## Urpremiere
Urpremieren på Penetrator var den 13. august 1993 på Traverse Theatre i Edinburgh. Forestillingen var instrueret af Anthony Neilson.

Rollebesætningen:
- Anthony Neilson i rollen som Max
- Alan Francis i rollen som Alan
- James Cunningham i rollen som Tadge

## Danske opsætninger
Danmarkspremieren på Penetrator var den 10. maj 2007 på teatret Svalegangen i Århus, som en co-produktion mellem teatret Svalegangen og teatergruppen Von Baden. Forestillingen var instrueret af Morten Lundgaard. Skuespillet var oversat af Henrik Vestergaard.

Rollebesætningen:
- Frederik Meldal Nørgaard i rollen som Max (Max)
- Anders Brink Madsen i rollen som Alan (Allan)
- Henrik Vestergaard i rollen som Tadge (Kølle)